# 康寧醫院
康寧醫療財團法人康寧醫院，簡稱康寧醫院，成立於1971年，為台北市內湖區三個大型醫療院所之一。

## 醫療服務
目前提供門診、急診、住院、加護病房、血液透析中心（洗腎中心）、老人安養照護、健康檢查中心。

## 康寧院史
1970年，天主教于斌樞機主教創立康寧醫院。
1971年，登記財團法人康寧醫院。
1992年，行政院衛生署核准設立476床。
1995年6月，成立財團法人康寧醫院建院籌備處。
1997年，興建動工康寧醫療大樓。
1999年9月，正式開幕，首位院長尹在信為國防醫學院及三軍總醫院院長，在尹院長的帶領下，各項醫療服務漸上軌道。同年醫療大樓落成啟用。
2001年5月，吳子嘉任執行長。2001年9月納莉風災，台北市內湖區水患嚴重，在吳執行長指揮調度下，應變完善。
2002年3月，由吳濬哲任執行長。6月，引進北台灣第一部骨骼肌肉震波治療儀。7月，開辦健康運動中心，並獲行政院衛生署評鑑核定為地區教學醫院。12月，百盛癌症防治中心開幕；台灣本島首家健保IC卡作業上線。
2003年3月，許文憲院長及臺北醫學大學附設醫院團隊加入醫療合作。
2006年12月，張聖原院長與三軍總醫院合作轉診醫療。
2008年10月，尹長生接任院長。

## 外部連結
- 財團法人康寧醫院 （页面存档备份，存于）（中文）（英文）